# 江本敦子
江本 敦子（えもと あつこ、1978年11月8日 - ）は、日本の女性元プロレスラー、元総合格闘家。神奈川県横浜市出身。リングネームは「闘牛・空（ブルファイト・そら）」。闘牛・空の体重は自称500kg。プロレスラーとしてはフリーだが、総合格闘家としてはパラエストラ小岩所属。ブラジリアン柔術茶帯。

## 来歴
2003年2月11日、後楽園ホールで行われたアルシオンの旗揚げ5周年大会におけるバイオニックJ戦でデビュー。
アルシオンの活動停止、メジャー女子プロレスAtoZの旗揚げに伴い、覆面を被りリングネームを闘牛・空に改めた。
2004年12月26日にAtoZを退団してフリーとなった。2005年11月よりM's Style所属となった。吉田万里子主催の「息吹」興行などでは、マスクを外し、江本敦子として出場する。
2006年には栗原あゆみ、闘獣牙Leonと共に初の自主興行、「アニマルマロン興行」を行う。
牛を模したマスクを被り、コスチュームもかなり牛っぽい。主に、マスクに付いている角をつかった浣腸や鉄柱股間攻撃など、セクハラ技を得意としている。2005年10月のスマックガールに参戦以降、角の着脱が可能なタイプのマスクも着用するようになった。
2008年、木村響子・中川ともかと共に「レボルシオン・アマンドラ」を結成。復活したラス・カチョーラス・オリエンタレスとの抗争を繰り広げ、12月31日、NEO認定タッグ王座を獲得した。
また、プロレスと平行して総合格闘技やブラジリアン柔術にも参戦。2005年11月におこなわれた全日本ブラジリアン柔術オープントーナメントでは女子白帯アブソリュート級で優勝し青帯昇格、さらに2008年11月29日のブラジリアン柔術アジア選手権では女子青・紫帯のメイオペザード級で優勝し、紫帯に昇格した。DEEPのグラップリング大会「DEEP X」にも闘牛・空としてレギュラー参戦し、素人の男性（主にマスコミ関係）を相手に試合を行っているが、2008年7月5日の第3回大会では、ジャリズムの山下しげのりによもやの敗戦を喫した。2008年1月からはスマックガール主宰の格闘技スクール「SMACK MMA STUDIO＠MUSE」（2009年4月より「ジュエルス格闘技スタジオ＠MUSE」）のサブインストラクターも務めていた。
2010年5月、闘牛・空としては5月30日のプロレスリングWAVEの興行で、また江本敦子としては5月21日のレボルシオン・アマンドラ自主興行にて引退することを発表した。
2010年5月23日、格闘家としての引退試合となったJEWELS 8th RINGでHIROKOと対戦し、0-3の判定負け。試合後にはテンカウントゴングで見送られた。
総合格闘技引退後も柔術は趣味で続け、6月に世界柔術選手権（ムンジアル）に2年連続で出場し、女子紫帯メイオペサード級で3位に入り前年の準優勝に続いての入賞、試合後に茶帯に昇格した。
引退後は日系社会青年海外協力隊を受験、合格し、2012年から2年間ブラジルの日系日本語学校で日本語の教師を務めた。帰国後は中学校の臨時任用職員になり英語を教えている。

## 得意技
モーモーアタック
足踏みをしながら"モー!モー!"と絶叫してからの、ボディアタック。
モーモーバスター
ポイズン澤田JULIEのモアイ・オブ・イースターと同型の技。素顔の江本敦子になると技の名前がベイブリッジに変化する。
モーモークラッチ
スタンディング式のゴリラクラッチ。

## 戦績

### 総合格闘技
| 総合格闘技 戦績 | 総合格闘技 戦績 | 総合格闘技 戦績 | 総合格闘技 戦績 | 総合格闘技 戦績 | 総合格闘技 戦績 | 総合格闘技 戦績 |
| --------------- | --------------- | --------------- | --------------- | --------------- | --------------- | --------------- |
| 6 試合          | (T)KO           | 一本            | 判定            | その他          | 引き分け        | 無効試合        |
| 2 勝            | 0               | 1               | 1               | 0               | 0               | 0               |
| 4 敗            | 0               | 1               | 3               | 0               | 0               | 0               |

| 勝敗 | 対戦相手           | 試合結果                 | 大会名                                                                                       | 開催年月日    |
| ×    | HIROKO             | 5分2R終了 判定0-3        | JEWELS 8th RING                                                                              | 2010年5月23日 |
| ×    | 藪下めぐみ         | 1R 2:43 腕ひしぎ十字固め | JEWELS 5th RING                                                                              | 2009年9月13日 |
| ×    | ジュネル・マルケス | 5分2R終了 判定0-3        | SMACKGIRL WORLD ReMix TOURNAMENT 2008 準決勝 【WORLD ReMix TOURNAMENT 2008 無差別級 準決勝】 | 2008年4月25日 |
| ○    | たま☆ちゃん        | 5分2R終了 判定3-0        | SMACKGIRL WORLD ReMix TOURNAMENT 2008 開幕戦 【WORLD ReMix TOURNAMENT 2008 無差別級 1回戦】  | 2008年2月14日 |
| ○    | HARI               | 1R 4:24 腕ひしぎ十字固め | SMACKGIRL 2007 〜最強はUSAだと女王は言った〜                                                 | 2007年5月19日 |
| ×    | 武田美智子         | 5分2R終了 判定0-3        | レッスルエキスポ2006 夏のお台場・女子格闘技物語 【レッスルエキスポ特別ルール】               | 2006年8月19日 |

### グラップリング
| 勝敗 | 対戦相手     | 試合結果                 | 大会名                                                      | 開催年月日     |
| ×    | 湯浅麗歌子   | 4分2R終了 ポイント1-13   | DEEP X 04                                                   | 2009年7月11日  |
| ×    | 山下しげのり | 4分2R終了 ポイント5-11   | DEEP X 03                                                   | 2008年7月5日   |
| ○    | 松本洋平     | 2R 1:14 腕ひしぎ十字固め | DEEP X 02                                                   | 2007年12月2日  |
| ○    | 山木陽介     | 2R 2:51 腕ひしぎ十字固め | DEEP X                                                      | 2007年6月17日  |
| ×    | たま☆ちゃん  | 4分2R終了 判定0-3        | SMACKGIRL-F 2005 〜下北実験リーグ Round1〜【SGG公式ルール】 | 2005年10月15日 |